# Trampa de la pobreza
Una trampa de la pobreza es un «mecanismo automantenido que provoca que la pobreza persista».  Existen diversos autores que han estudiado sobre la existencia de trampas de pobreza. Abhijit V. Banderjee y Ester Duflo, en su libro Poor Economics. A radical rethinking of the way to fight global poverty, argumentan que para que tal trampa de pobreza exista —tanto estudiándolo a nivel micro, meso como macro— el acceso para incrementar el ingreso o la riqueza a una tasa elevada es limitada para aquellos que tienen poco que invertir, pero se expande cuantiosamente para aquellos que tienen más que invertir.
Estos mismos autores, para explicar la existencia de trampas de pobreza, utilizan un diagrama en forma de S —S-shape curve— para facilitar su identificación. «Para aquellos que están atrapados en la pobreza, su ingreso en el futuro es menor que su ingreso en el presente. […] Esto significa que, con el tiempo, aquellos atrapados en la pobreza son cada vez más pobres».
El debate de la pobreza y su identificación está estrechamente relacionado con debates sobre como se debería afrontar la pobreza, si tiene remedio o no, y en caso de que lo tenga, qué tipo de herramientas pueden ser utilizadas para luchar en su contra. «La reducción de la pobreza se ha convertido en una preocupación prioritaria; sin embargo, no existe un consenso internacional sobre las pautas para medir la pobreza. […] La mayoría de las investigaciones sobre la pobreza en las naciones ricas usan una medida de pobreza relativa. Los analistas generalmente establecen la línea de pobreza en 50 o 60 por ciento de los ingresos medios dentro de cada país».

## Factores causantes
Según Jeffrey Sachs los países pobres están en esta situación porque sufren de altas temperaturas, son infértiles, sufren de malaria, etc. El mismo autor considera que para que estos países salgan de la trampa de pobreza necesitan una gran inversión a coste cero —ayuda internacional—. Gracias a esta inversión inicial, el círculo vicioso de la trampa de pobreza podría romperse y ser más productivos, lo que les haría tener más ingresos y entrar en una senda de crecimiento que los llevase fuera de la pobreza.  En resumen,  Sachs et. al (2010) defienden que en los países en desarrollo, multitud de factores contribuyen a la existencia de trampas de la pobreza: el acceso limitado al crédito y a mercados de capitales, la degradación ambiental extrema (que agota el potencial de la producción agrícola), la corrupción en las instituciones de gobierno, la fuga de capitales, sistemas educativos débiles, falta de servicios de salud adecuados, guerra y conflictos y débiles infraestructuras. Sachs y sus seguidores defienden la ayuda humanitaria como la vía que tiene la capacidad de conseguir sacar los países pobres de la trampa en la que se encuentran. No obstante, existen otros autores que tienen puntos de vista distintos al de Sachs. William Easterly, quien se ha convertido en una de las figuras más conocidas a nivel mundial en contra de la ayuda internacional, y Dambisa Moyo argumentan que la ayuda internacional no hace más que empeorar la situación, ya que contribuye a corrupción de instituciones locales y a la creación de lobbies. Autores vinculados al libre mercado: desde este punto de vista las trampas de pobreza no existen.
Paralelamente a todo este debate, Banerjee y Duflo defienden que no es posible ofrecer una solución genérica y que para llegar a la conclusión de si existen o no trampas de pobreza como sus posibles soluciones es necesario examinar caso por caso.